# ジャコモ・ルッソ
ジャコモ・ルッソ（Giacomo Russo, 1937年10月23日 - 1967年6月18日）は、イタリア・ミラノ出身のレーシングドライバー。レースでは"ジェーキ"（"Geki"）という変名を使っていた。

## 経歴
イタリアの下位フォーミュラでは卓越したドライバーで、イタリアF3選手権シリーズのチャンピオンを1961年から1964年まで4年連続で獲得した（1961 - 1963年まではフォーミュラ・ジュニアの名称）。
F1には、1964年から1966年までイタリアGPに3回出走した。1964年はロブ・ウォーカーからブラバムをドライブしたが予選落ちした。この後ロータスから2戦に出走したが、ポイントを獲得することはできなかった。
1967年にカゼルタで行われたイタリアF3レースにおいて、ビート・フェール、アンドレア・サルタリ、フランコ・フォレスティを巻き込む多重事故が発生し、フェールが後から来るレーサーに大破した車両への注意を知らせるため車から降りて走り出した所に、ルッソ、マッシモ・ナティリ、ジュルク・ダブラー、ロマーノ・"タイガー"・ペルドーミを含む後続の車が避けきれず、ルッソのマトラが外壁にクラッシュして炎上しルッソが死亡、後続の一台がフェールと衝突しフェールも死亡、またペルドーミも8日後に死亡した。

## F1での年度別成績
| 年     | チーム                     | シャシー | 1   | 2   | 3   | 4   | 5   | 6   | 7     | 8       | 9   | 10  | WDC | ポイント |
| ------ | -------------------------- | -------- | --- | --- | --- | --- | --- | --- | ----- | ------- | --- | --- | --- | -------- |
| 1964年 | ブラバム／ロブ・ウォーカー | BT11     | MON | NED | BEL | FRA | GBR | GER | AUT   | ITA DNQ | USA | MEX | NC  | 0        |
| 1965年 | ロータス                   | 25       | RSA | MON | BEL | FRA | GBR | NED | GER   | ITA Ret | USA | MEX | NC  | 0        |
| 1966年 | ロータス                   | 33       | MON | BEL | FRA | GBR | NED | GER | ITA 9 | USA     | MEX |     | NC  | 0        |